# Frenkijeva pesnica
Frenkijeva pesnica јe 125. epizode seriјala Mali rendžer (Kit Teler) obјavljena u Lunov magnus stripu #279. Epizoda јe premijerno u bivšoj Jugoslaviji objavljena u 18. novembra 1977. godine. Koštala je 10 dinara (0,54 $; 1,29 DEM) i imala 118 strana. Izdavač јe bio Dnevnik iz Novog Sada. Autor korica za LMS izdanje nije poznat. Ovo je 2. deo duže epizode koja je započeta u LMS278 Pobuna na Vankuveru.

## Originalno izdanje
Ova epizoda je premijerno objavljena u Italiji pod nazivom L'iceberg della morte (srp. Ledenjak smrti) (#124). Sveska je izašla u martu 1974. god. Epizodu je nacrtao Franko Binjoti, a scenario napisao Dećio Kancio. Koštala je 250 lira (0,4 $; 1,25 DEM). Originalne korice nacrtao je Franko Donateli, tada crtač Zagora.

## Kratak sadržaj
Vreme počinje sporo da teče, jer se u okoloini ledenjaka miljama naokolo ne nalazi ništa. Šestorka za hranu ima samo kekse. Uskoro Džim i Kit prelaze na drugi ledenjak i tamo ubijaju belog medveda, čime su za neko vreme rešili pitanje hrane. Rodžers i Malins za to vreme počinju da gube razum i odlučuju da ubiju ostale. Nakon što su ubili kapetana, Kit uspeva da pobegne, baca se sa jedne strane grebena u ledeno more, vraća se sa druge strane ledenjaka i uspeva da iznenadi obojicu. Na kraju na ledenjaku ostaju samo Jim, Kit i Frankie. Međutim, kako se ledenjak kreće prema jugu, vreme postaje sve toplije i ledenjak počinje da se topi dok se nije smanjio na omanju nsantu leda. U poslednji čas, na horizontu nije pojavio kitolovac pod imenom "Topaz" i spašava trojicu. Brod stiže u San Francisko, gde Kit obaveštava šerifa Lareda da dovodi Džima i da treba da mu se održi pošteno suđenje na kome će dokazati svoju nevinost. U Laredu ih dočekuju razjareni građani, koji žele da linčuju Džima. Nakon što ga Kit odvodi u zatvor, Kit počinje da sumnja da je direktor banke Benson opljačkao sam sebe i da je krivicu za to hteo da svali na Džima. Kit kreće da razotkrije Bensona i pronađe gde je sakrio milion dolara. Dolazi do Bensonovog ranča i ulazi u njegovu luksuzno kuću, nakon što je onesposobio dva čuvara. Kada je ušao u Bensonovu raskošnu spavaću sobu, Kit vidi da Benson ne spava na luksuznom krevetu sa baldahinom, nego na malom gostinskom krevetu pored njega. Uskoro Kit otkriva da je Benson milion dolara sakrio u dušeku luksuznog kreveta. Nakon ponovnog obračuna sa Bensonovim čuvarima, Kit uspeva da ih pobedi. Vraća se u Laredo i oslobađa Džima sa konopca kojimu je bio oko vrata, te građanima Lareda objašnjava ko je zapravo ukrao milion dolara.

## Reprize ove epizode
Epizoda je reprizirana u kolekcionarskom serijalu Mali rendžer If edizione u #62. U Italiji se ova sveska pojavila u julu 2017. Koštala je 6,9€. Hrvatsko izdanje objavljeno je u novembru 2024. godine pod nazivom Ugašeni vulkan. prodavalo se po ceni od 5,3 €. U Srbiji se hrvatski prevod prodavao po ceni od 595 din (5 €). Pre toga, epizoda je u Hrvatskoj reprizirana u ediciji Van Gogh 2017. god. u tiražu od samo 100 primeraka za redovnu seriju i 110 primeraka za "The best of" ediciju. U Srbiji epizode Kit Telera još uvek nisu reprizirane kao edicija, osim sporadično krajem osamdesetih u LMS, te u obnovljenoj ediciji Lunov magnus strip počev od 2023. godine.

## Prethodna i naredna sveska LMS
Prethodna sveska Malog rendžera u LMS nosila je naziv Pobuna na Vankuveru (LMS278), a naredna Zagonetna lula (LMS282).

## Spisak epizoda
Pogledati još Spisak epizoda edicije Lunov magnus strip i Kit Teler (spisak i sadržaj epizoda)